# Смирнов, Павел Кузьмич
Павел Кузьмич Смирнов (1890 — 1963) — член Военного совета Сибирского военного округа, генерал-майор (1942).

## Биография
В марте 1927 назначен военкомом Северо-Западного военно-топографического отдела, с мая 1928 помощник начальника этого отдела по политической части. В марте 1932 назначен заместителем начальника политического отдела 2-й артиллерийской дивизии. В мае 1934 военком 2-й отдельной артиллерийской бригады. В феврале 1935 начальник политического отдела местных складов и стрелковых войск Ленинградского военного округа. В августе 1937 назначен военкомом 33-го стрелкового корпуса. С 30 декабря 1937 до 17 февраля 1941 являлся членом Военного совета Сибирского военного округа. Кроме того, 26 июня 1938 года был избран Депутатом Верховного Совета РСФСР I созыва по Алтайскому краю (C,п.38).

### Звания
- бригадный комиссар (2 января 1936);
- дивизионный комиссар (31 декабря 1937);
- корпусной комиссар (26 апреля 1940);
- генерал-майор (Приказ 6 декабря 1942).

### Награды
- Два Ордена Ленина ;
- Два Ордена Красного Знамени;
- Медаль «XX лет Рабоче-Крестьянской Красной Армии»;
- Медаль «За оборону Москвы»
- Медаль «За оборону Кавказа»
- Медаль «За победу над Германией в Великой Отечественной войне 1941—1945 гг.».